# Argininobursztynian
Argininobursztynian – organiczny związek chemiczny zbudowany z reszty argininy i kwasu bursztynowego. Jest to metabolit pośredni cyklu mocznikowego, w którym powstaje w wyniku połączenia cytruliny i asparaginianu katalizowanego przez syntetazę argininobursztynianową (energię dostarcza rozpad ATP → AMP + PP. W kolejnym etapie cyklu w reakcji katalizowanej przez liazę argininobursztynianową od związku odłącza się fumaran i powstaje arginina.